# ФК Рудар Баљевац
Фудбалски клуб Рудар Баљевац је фудбалски клуб из Баљевца, који се тренутно такмичи у Зони Морава, четвртом такмичарском нивоу српског фудбала.

## Историја[1]
У рударском месту Баљевац, 1934. године на иницијативу рудара Ибарских рудника, основан је фудбалски клуб Рудар.
Клуб је после тешког рада у рударским јамама омогућавао спортску и једину  разоноду копачима „црног блага“. Били су то фудбалски сусрети из душе, из задовољства, фудбалске гурмане и сваки сусрет се данима препричавао у варошици поред Ибра.
Чини се, да је од године оснивања, до данас, аматеризам и спортски ентузијазам, био и остао симбол овог клуба који је окупљао децу и младиће из Баљевца и околине.                                                         
У почетку клуб је одигравао пријатељске утакмице, да би касније био укључен у стално такмичење, Крагујевачког подсавеза, а касније и Краљевачког подсавеза, тако да се после 1955. године дуго такмичио у Међуопштинској лиги Краљево, а највише година провео у Западно – моравској лиги.
Квалитет игре, велики број веома добрих играча, стручан рад у клубу, омогућавају Рудару да се домогне Српске лиге, и ту преко десет година клуб остварује своје најбоље такмичарске резултате.
20. фебруара 2010. године, ФК Рудар на свечаној седници Академије клуба обележено је 75. година постојања овог фудбалског колектива.

## Познати фудбалери
- Зоран Павловић
- Миланко Рашковић
- Миломир Поповић
- Мирољуб Новаковић
- Милан Главчић
- Душимир Вуловић
- Игор Гркајац

## Тренери
- Новица Бојовић (први тим)
- Радиша Радојковић и Рашо Пешовић (млађе категорије)
- Дуко Јаснић
- Дуганџија, Васиљевић
- Драган Младеновић
- Енвер Гусинац
- Душан Вуловић
- Милан Главчић
- Миломир Поповић

## Председници
- Милорад Рајовић
- Љубинко Лужњанин
- Љубинко Пешовић
- Радослав Милошевић.

## Спонзори
Рудар је увек био ослоњен на Ибарске руднике, али у време кризе припомагали су други, без чије помоћи не би ни било клуба: Општина Рашка, Фабрика Магнезијума, ДБ Комерц, Мермер – шумник, Бели двори...